# Glaziophyton mirabile
Glaziophyton mirabile är en gräsart som beskrevs av Adrien René Franchet. Glaziophyton mirabile ingår i släktet Glaziophyton och familjen gräs. Inga underarter finns listade i Catalogue of Life.